# Movimiento Popular de la Revolución
El Movimiento Popular de la Revolución (en francés: Mouvement Populaire de la Revolution) fue un partido político zaireño fundado en 1967 por Mobutu Sese Seko y que gobernó el país desde su creación hasta 1997, cuando se dividió en varias facciones. La ideología oficial del partido se basaba en tres conceptos: nacionalismo, revolución y autenticidad, rechazando, de jure, tanto el capitalismo como el comunismo.
Entre 1970 y 1990 fue el único partido legal que pudo operar en Zaire; la constitución de 1974 estipulaba que en el país existía "una sola institución, el MPR, encarnado por su presidente", que era a su vez el "presidente ex officio de la República con pleno ejercicio del poder".
Las últimas elecciones legislativas en las que participó se celebraron el 6 de septiembre de 1987, donde obtuvo la totalidad de los 210 escaños parlamentarios, aún en condición de partido único.